# Shlomo Dragon
Shlomo Dragon, né le 19 mars 1922 et mort en octobre 2001, est un écrivain et survivant du camp de concentration d’Auschwitz en Pologne.

## Biographie
Shlomo Dragon a deux frères et une sœur. Il arrête sa scolarité à l'âge de 13 ans pour devenir tailleur dans la boutique de ses parents. Après la campagne de Pologne en 1939, sa famille est envoyée dans le ghetto de Varsovie. Avec son frère, ils font de la contrebande d'aliments. Sa famille est déplacée dans le ghetto de Mława.
Le 5 décembre 1942, son frère et lui sont déportés à Auschwitz. Ils sont sélectionnés et envoyés au camp d'Auschwitz-Birkenau. Il a le matricule 80 359 et son frère Abraham le matricule 80 360.
Le 9 décembre 1942, il travaille dans une usine de caoutchouc et plus tard il fait partie du Sonderkommando.
Le 23 octobre 1943, dans la salle de déshabillage, il assiste à la révolte de Franciszka Mann, une danseuse polonaise qui refuse de se déshabiller puis s'empare de l'arme du SS Josef Schillinger qu'elle tue, avant de tirer ensuite sur le SS Wilhelm Emmerich qu'elle blesse à la cuisse. Elle est abattue.
Le 7 octobre 1944, il est impliqué dans le soulèvement du Sonderkommando, qui est écrasé par les SS. Par la suite, 451 prisonniers impliqués dans la rébellion sont exécutés. Cependant, il réussit à se cacher et peut survivre, car les enquêtes menées par les Allemands n'ont pas abouti.
Après l'évacuation d'Auschwitz en janvier 1945, il parvient à s'échapper avec le détenu Henryk Tauber. Plus tard, il est enrôlé dans la commission d'enquête soviétique comme témoin et conduit les membres de la commission en février 1945 au crématoire trois, où les membres du Sonderkommando avaient enterré leurs « manuscrits secrets ».
Son frère Abraham et lui sont déplacés à Francfort puis partent pour la Palestine mandataire.
En collaboration avec l'historien Gideon Greif, il revient en 1993 avec son frère à Auschwitz.
Il meurt après une longue maladie en octobre 2001 à Ramat Gan.